# Puchar Świata w narciarstwie alpejskim kobiet 2014/2015
Puchar Świata w narciarstwie alpejskim kobiet 2014/2015 był 49. edycją tej imprezy. Cykl rozpoczął się tradycyjnie już w Sölden (Austria) 25 października 2014 roku, a zakończył się 22 marca 2015 roku w Méribel (Francja).
Kryształową Kulę zdobytą w ubiegłym sezonie obroniła Austriaczka Anna Fenninger.

## Zwyciężczynie

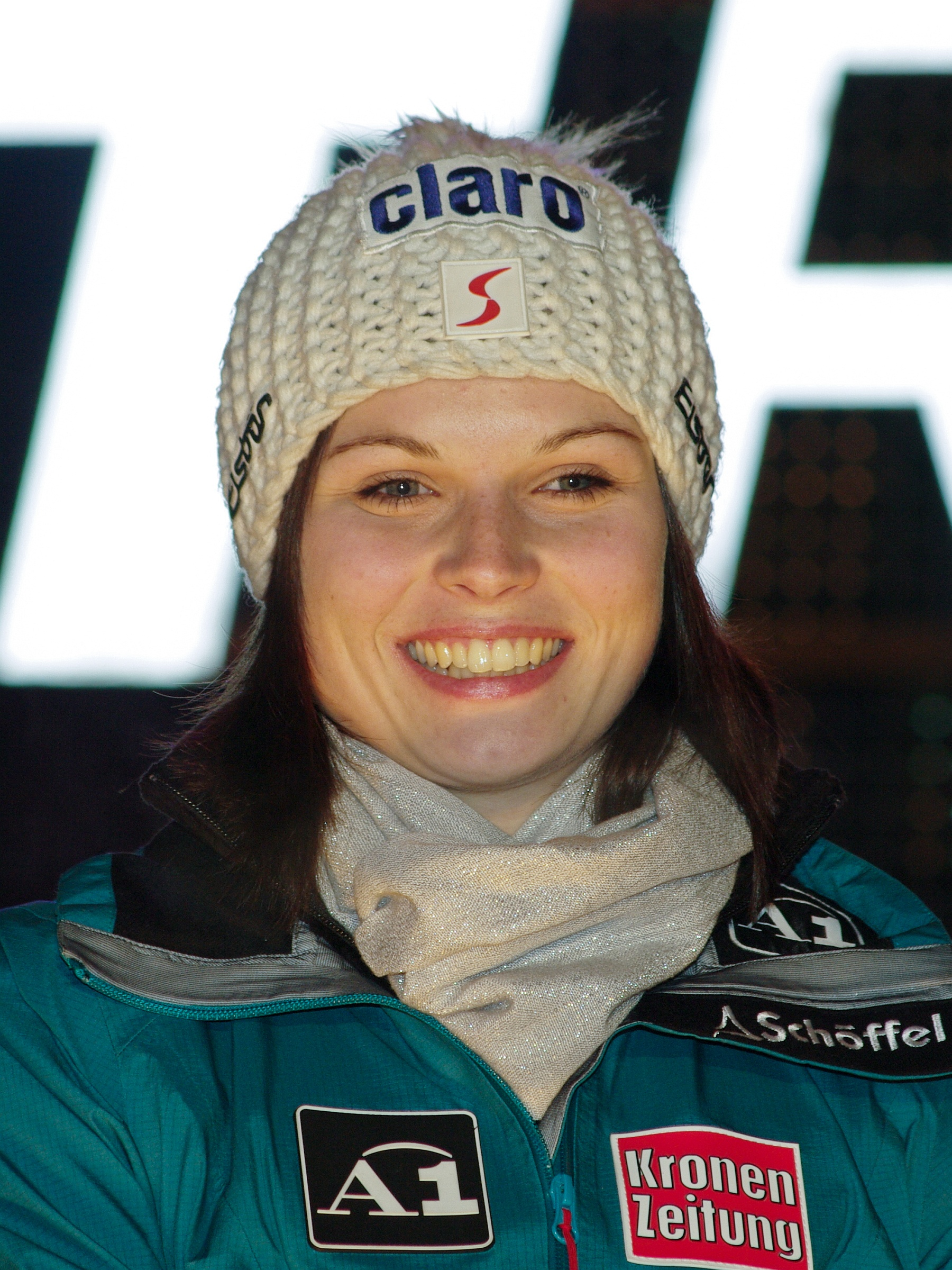
Anna Fenninger, zwyciężczyni klasyfikacji generalnej Pucharu Świata, klasyfikacji giganta i superkombinacji
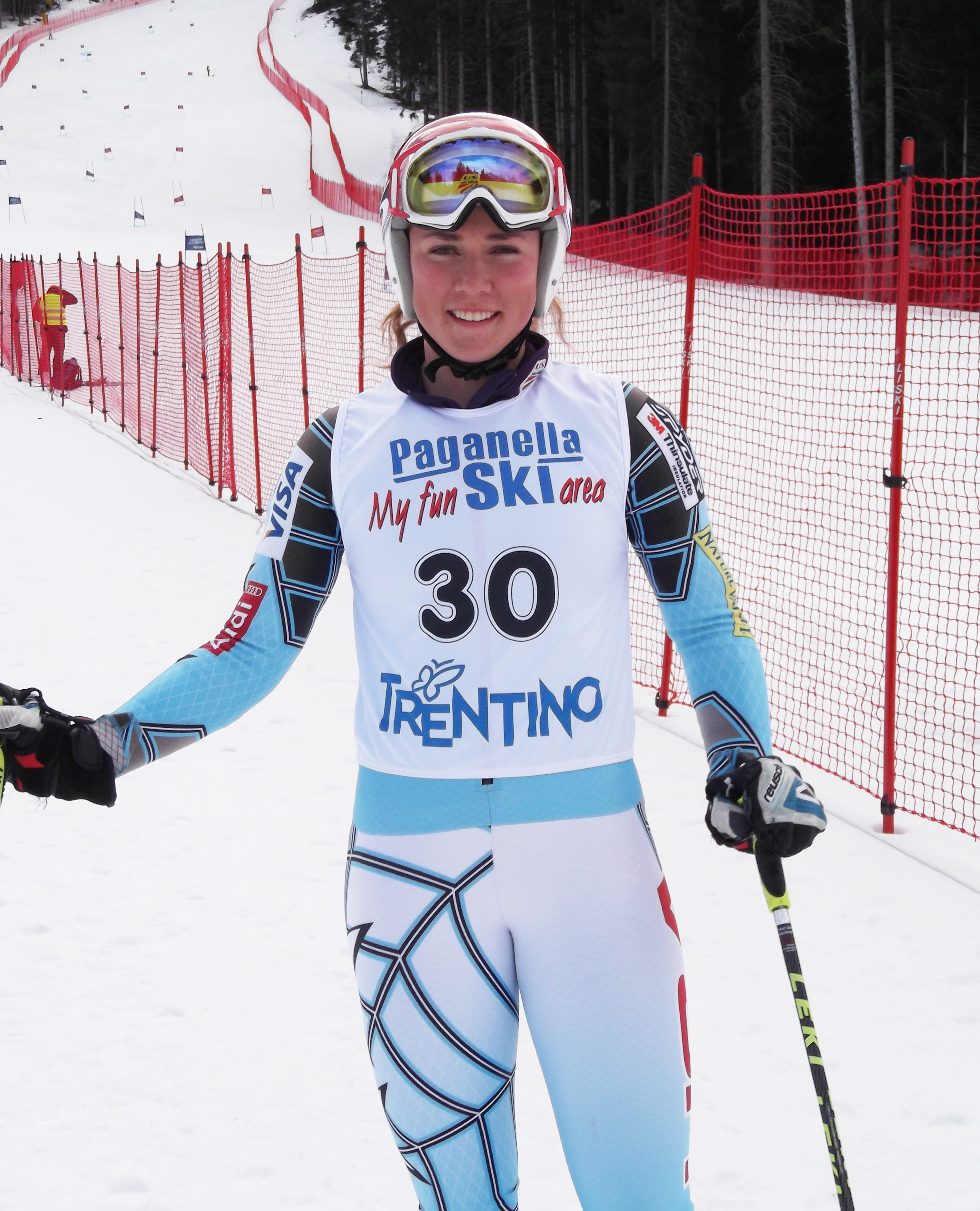
Mikaela Shiffrin, zwyciężczyni klasyfikacji slalomu
Reprezentacja Austrii, zwycięzca klasyfikacji drużynowej

## Podium zawodów

### Indywidualnie
| Lp.                                             | Data                              | Miejscowość                          | Trasa                       | Konkurencja       | 1. Miejsce                      | 2. Miejsce                          | 3. Miejsce              |
| ----------------------------------------------- | --------------------------------- | ------------------------------------ | --------------------------- | ----------------- | ------------------------------- | ----------------------------------- | ----------------------- |
| 1.                                              | 25 października 2014              | Sölden                               | Rettenbach                  | Gigant            | Anna Fenninger Mikaela Shiffrin |                                     | Eva-Maria Brem          |
| 2.                                              | 15 listopada 2014                 | Levi                                 | Levi Black                  | Slalom            | Tina Maze                       | Frida Hansdotter                    | Kathrin Zettel          |
| 3.                                              | 29 listopada 2014                 | Aspen                                | Lower Ruthie’s Run          | Gigant            | Eva-Maria Brem                  | Kathrin Zettel                      | Federica Brignone       |
| 4.                                              | 30 listopada 2014                 | Aspen                                | Lower Ruthie’s Run          | Slalom            | Nicole Hosp                     | Frida Hansdotter                    | Kathrin Zettel          |
| 5.                                              | 5 grudnia 2014                    | Lake Louise                          | Men’s Olympic Downhill Run  | Zjazd             | Tina Maze                       | Anna Fenninger                      | Tina Weirather          |
| 6.                                              | 6 grudnia 2014                    | Lake Louise                          | Men’s Olympic Downhill Run  | Zjazd             | Lindsey Vonn                    | Stacey Cook                         | Julia Mancuso           |
| 7.                                              | 7 grudnia 2014                    | Lake Louise                          | Men’s Olympic / East Summit | Supergigant       | Lara Gut                        | Lindsey Vonn                        | Tina Maze               |
| 8.                                              | 13 grudnia 2014 12 grudnia 2014   | Courchevel Åre                       | Olympia                     | Gigant            | Tina Maze                       | Sara Hector                         | Eva-Maria Brem          |
| 9.                                              | 14 grudnia 2014 13 grudnia 2014   | Courchevel Åre                       | Olympia                     | Slalom            | Maria Pietilä-Holmner           | Tina Maze                           | Frida Hansdotter        |
| 10.                                             | 20 grudnia 2014                   | Val d’Isère                          | Oreiller. Killy             | Zjazd             | Lindsey Vonn                    | Elisabeth Görgl Viktoria Rebensburg |                         |
| 11.                                             | 21 grudnia 2014                   | Val d’Isère                          | Oreiller. Killy             | Supergigant       | Elisabeth Görgl                 | Anna Fenninger                      | Tina Maze               |
| 12.                                             | 28 grudnia 2014                   | Semmering Innsbruck                  | Hohe Mut                    | Gigant            | Sara Hector                     | Anna Fenninger                      | Mikaela Shiffrin        |
| 13.                                             | 29 grudnia 2014                   | Semmering Innsbruck                  | Hohe Mut                    | Slalom            | Mikaela Shiffrin                | Šárka Strachová                     | Wendy Holdener          |
| 14.                                             | 1 stycznia 2015                   | Monachium                            |                             | Slalom równoległy | Zawody odwołane                 | Zawody odwołane                     | Zawody odwołane         |
| 15.                                             | 4 stycznia 2015                   | Zagrzeb                              | Crveni Spust                | Slalom            | Mikaela Shiffrin                | Kathrin Zettel                      | Nina Løseth             |
| 16.                                             | 13 stycznia 2015                  | Flachau                              | Griessenkar                 | Slalom            | Frida Hansdotter                | Tina Maze                           | Mikaela Shiffrin        |
| 17.                                             | 10 stycznia 2015 16 stycznia 2015 | Bad Kleinkirchheim Cortina d’Ampezzo | Olympia delle Tofane        | Zjazd             | Elena Fanchini                  | Larisa Yurkiw                       | Viktoria Rebensburg     |
| 18.                                             | 17 stycznia 2015 18 stycznia 2015 | Cortina d’Ampezzo                    | Olympia delle Tofane        | Zjazd             | Lindsey Vonn                    | Elisabeth Görgl                     | Daniela Merighetti      |
| 19.                                             | 18 stycznia 2015 19 stycznia 2015 | Cortina d’Ampezzo                    | Olympia delle Tofane        | Supergigant       | Lindsey Vonn                    | Anna Fenninger                      | Tina Weirather          |
| 20.                                             | 24 stycznia 2015                  | Sankt Moritz                         | Engiadina                   | Zjazd             | Lara Gut                        | Anna Fenninger                      | Edit Miklós             |
| 21.                                             | 25 stycznia 2015                  | Sankt Moritz                         | Engiadina                   | Supergigant       | Lindsey Vonn                    | Anna Fenninger                      | Nicole Hosp             |
| 43. Mistrzostwa Świata 2015 – Beaver Creek/Vail |                                   |                                      |                             |                   |                                 |                                     |                         |
| 22.                                             | 21 lutego 2015                    | Maribor                              | Pohorje 2                   | Gigant            | Anna Fenninger                  | Viktoria Rebensburg                 | Tina Weirather          |
| 23.                                             | 22 lutego 2015                    | Maribor                              | Radvanje                    | Slalom            | Mikaela Shiffrin                | Veronika Velez Zuzulová             | Šárka Strachová         |
| 24.                                             | 11 stycznia 2015 27 lutego 2015   | Bad Kleinkirchheim Bansko            |                             | Supergigant       | Zawody odwołane                 | Zawody odwołane                     | Zawody odwołane         |
| 25.                                             | 1 marca 2015                      | Bad Kleinkirchheim Bansko            | Marc Girardelli / Tomba     | Superkombinacja   | Anna Fenninger                  | Tina Maze                           | Kathrin Zettel          |
| 26.                                             | 2 marca 2015                      | Bad Kleinkirchheim Bansko            | Marc Girardelli             | Supergigant       | Anna Fenninger                  | Tina Maze                           | Lindsey Vonn            |
| 27.                                             | 7 marca 2015                      | Ga-Pa                                | Kandahar 1                  | Zjazd             | Tina Weirather                  | Anna Fenninger                      | Tina Maze               |
| 28.                                             | 8 marca 2015                      | Ga-Pa                                | Kandahar 1                  | Supergigant       | Lindsey Vonn                    | Tina Maze                           | Anna Fenninger          |
| 29.                                             | 13 marca 2015                     | Åre                                  | Olympia                     | Gigant            | Anna Fenninger                  | Nadia Fanchini                      | Eva-Maria Brem          |
| 30.                                             | 14 marca 2015                     | Åre                                  | Olympia                     | Slalom            | Mikaela Shiffrin                | Veronika Velez Zuzulová             | Šárka Strachová         |
| 31.                                             | 18 marca 2015                     | Méribel                              | Roc de Fer                  | Zjazd             | Lindsey Vonn                    | Elisabeth Görgl                     | Nicole Hosp             |
| 32.                                             | 19 marca 2015                     | Méribel                              | Roc de Fer                  | Supergigant       | Lindsey Vonn                    | Anna Fenninger                      | Tina Maze               |
| 33.                                             | 21 marca 2015                     | Méribel                              | Roc de Fer                  | Slalom            | Mikaela Shiffrin                | Frida Hansdotter                    | Veronika Velez Zuzulová |
| 34.                                             | 22 marca 2015                     | Méribel                              | Roc de Fer                  | Gigant            | Anna Fenninger                  | Eva-Maria Brem                      | Tina Maze               |

### Drużynowy slalom gigant równoległy
| Data          | Miejsce | 1. miejsce                                                                         | 2. miejsce                                                                     | 3. miejsce                                                                         |
| 20 marca 2015 | Méribel | Szwajcaria · Wendy Holdener · Charlotte Chable · Justin Murisier · Reto Schmidiger | Szwecja · Sara Hector · Anna Swenn-Larsson · Mattias Hargin · Anton Lahdenperä | Austria · Eva-Maria Brem · Carmen Thalmann · Christoph Nösig · Philipp Schörghofer |

## Wyniki reprezentantek Polski
| Zawodniczka | Sölden 25.10 | Levi 15.11 | Aspen 29.11 | Aspen 30.11 | Lake Louise 5.12 | Lake Louise 6.12 | Lake Louise 7.12 | Åre 12.12 | Åre 13.12 | Val d’Isère 20.12 | Val d’Isère 21.12 | Innsbruck 28.12 | Innsbruck 29.12 | Monachium 1.01 | Zagrzeb 4.01 | Flachau 13.01 | Cortina d’Ampezzo 16.01 | Cortina d’Ampezzo 18.01 | Cortina d’Ampezzo 19.01 | St. Moritz 24.12 | St. Moritz 25.12 | Maribor 21.02 | Maribor 22.02 | Bansko 01.03 | Bansko 02.03 | Monachium 7.03 | Monachium 8.03 | Åre 13.03 | Åre 14.03 | Méribel 18.03 | Méribel 19.03 | Méribel 21.03 | Méribel 22.03 |
| Karolina Chrapek | –            | –          | –           | –           | 51               | 51               | 55               | –         | –         | 48                | 34                | –               | –               | –              | –            | –             | –                       | –                       | –                       | 55               | 34               | –             | –             | –            | –            | –              | –              | –         | –         | –             | –             | –             | –             |
| Maryna Gąsienica-Daniel | 41           | –          | –           | –           | –                | –                | –                | DNF       | –         | –                 | –                 | DNF             | –               | –              | –            | –             | –                       | –                       | –                       | –                | –                | –             | –             | –            | –            | –              | –              | DNQ       | –         | –             | –             | –             | –             |
| Sabina Majerczyk | –            | DNF        | –           | –           | –                | –                | –                | –         | –         | –                 | –                 | –               | –               | –              | DNF          | DNF           | –                       | –                       | –                       | –                | –                | –             | –             | –            | –            | –              | –              | –         | –         | –             | –             | –             | –             |
| 1-3 4-30 poniżej 30 dnf – Zawodniczka nie ukończyła zjazdu dns – Zawodniczka nie wystartowała dsq – Zawodniczka została zdyskwalifikowana dnq – Zawodniczka nie zakwalifikowała się do drugiego przejazdu |              |            |             |             |                  |                  |                  |           |           |                   |                   |                 |                 |                |              |               |                         |                         |                         |                  |                  |               |               |              |              |                |                |           |           |               |               |               |               |

## Klasyfikacje
| Lp. | Zawodnik         | Punkty |
| --- | ---------------- | ------ |
| 1.  | Anna Fenninger   | 1553   |
| 2.  | Tina Maze        | 1531   |
| 3.  | Lindsey Vonn     | 1087   |
| 4.  | Mikaela Shiffrin | 1036   |
| 5.  | Nicole Hosp      | 684    |
| 6.  | Frida Hansdotter | 679    |
| 7.  | Kathrin Zettel   | 646    |
| 8.  | Elisabeth Görgl  | 638    |
| 9.  | Lara Gut         | 623    |
| 10. | Tina Weirather   | 603    |

| Lp. | Zawodnik            | Punkty |
| --- | ------------------- | ------ |
| 1.  | Lindsey Vonn        | 502    |
| 2.  | Anna Fenninger      | 399    |
| 3.  | Tina Maze           | 356    |
| 4.  | Elisabeth Görgl     | 337    |
| 5.  | Elena Fanchini      | 291    |
| 6.  | Lara Gut            | 289    |
| 7.  | Tina Weirather      | 269    |
| 8.  | Viktoria Rebensburg | 269    |
| 9.  | Fabienne Suter      | 212    |
| 10. | Larisa Yurkiw       | 202    |

| Lp. | Zawodnik            | Punkty |
| --- | ------------------- | ------ |
| 1.  | Lindsey Vonn        | 540    |
| 2.  | Anna Fenninger      | 512    |
| 3.  | Tina Maze           | 390    |
| 4.  | Cornelia Hütter     | 286    |
| 5.  | Lara Gut            | 261    |
| 6.  | Nicole Hosp         | 255    |
| 7.  | Elisabeth Görgl     | 214    |
| 8.  | Tina Weirather      | 195    |
| 9.  | Nadia Fanchini      | 145    |
| 10. | Francesca Marsaglia | 144    |

| Lp. | Zawodnik            | Punkty |
| --- | ------------------- | ------ |
| 1.  | Anna Fenninger      | 542    |
| 2.  | Eva-Maria Brem      | 436    |
| 3.  | Mikaela Shiffrin    | 357    |
| 4.  | Sara Hector         | 329    |
| 5.  | Tina Maze           | 266    |
| 6.  | Nadia Fanchini      | 244    |
| 7.  | Federica Brignone   | 237    |
| 8.  | Kathrin Zettel      | 230    |
| 9.  | Viktoria Rebensburg | 182    |
| 10. | Tina Weirather      | 139    |

| Lp. | Zawodnik                | Punkty |
| --- | ----------------------- | ------ |
| 1.  | Mikaela Shiffrin        | 679    |
| 2.  | Frida Hansdotter        | 569    |
| 3.  | Tina Maze               | 439    |
| 4.  | Šárka Strachová         | 376    |
| 5.  | Kathrin Zettel          | 356    |
| 6.  | Veronika Velez Zuzulová | 303    |
| 7.  | Maria Pietilä-Holmner   | 303    |
| 8.  | Wendy Holdener          | 266    |
| 9.  | Nicole Hosp             | 249    |
| 10. | Nina Løseth             | 225    |

| Lp. | Zawodnik             | Punkty |
| --- | -------------------- | ------ |
| 1.  | Anna Fenninger       | 100    |
| 2.  | Tina Maze            | 80     |
| 3.  | Kathrin Zettel       | 60     |
| 4.  | Margot Bailet        | 50     |
| 5.  | Marie-Michèle Gagnon | 45     |
| 6.  | Dominique Gisin      | 40     |
| 7.  | Wendy Holdener       | 36     |
| 8.  | Michaela Kirchgasser | 32     |
| 9.  | Romane Miradoli      | 29     |
| 10. | Francesca Marsaglia  | 26     |

| Lp. | Zawodnik          | Punkty |
| --- | ----------------- | ------ |
| 1.  | Austria           | 5849   |
| 2.  | Stany Zjednoczone | 3159   |
| 3.  | Włochy            | 2733   |
| 4.  | Szwecja           | 2291   |
| 5.  | Szwajcaria        | 2204   |
| 6.  | Słowenia          | 1882   |
| 7.  | Francja           | 1133   |
| 8.  | Niemcy            | 884    |
| 9.  | Kanada            | 780    |
| 10. | Liechtenstein     | 603    |